# Heinrich Vogel (Schriftsteller)
Heinrich Vogel (* 9. April 1879 in Stettin; † 14. Oktober 1960 in Anklam) war ein deutscher Lehrer und Schriftsteller.

## Leben
Vogel besuchte das Gymnasium in Stettin und später das Lehrerseminar in Pölitz. Als Lehrer arbeitete er zunächst auf dem Land in Hinterpommern. Ab 1904 arbeitete er in seiner Heimatstadt Stettin, ab 1911 als Mittelschullehrer.
Zum Ende des Zweiten Weltkriegs flüchtete er nach Anklam. Dort setzte er sich als Schulrat für die Wiederaufnahme des Schulunterrichts ein. Zeitweise leitete er das Gymnasium der Stadt.
Er veröffentlichte als Schriftsteller mehrere Werke. Von 1946 bis 1955 war er Kreisnaturschutzbeauftragter im Landkreis bzw. Kreis Anklam.

## Werke (Auswahl)
- Das Schiff in der Flasche. 1909.
- Die gelbrote Katze. 1922.
- Die Sundischen. 1934.